# Pietro Molossi
Pietro Molossi (fl. XIX secolo) è stato un fisico italiano del XIX secolo.

Nuovo genere di sfida, 1823 (Fondazione Mansutti, Milano).

Molossi prese parte alla polemica sui sistemi di prevenzione contro i fulmini e la grandine, che coinvolse anche Angelo Bellani, Paolo Beltrami, Giuseppe Demongeri, Alexandre Lapostolle, Le Normand, Giovanni Majocchi, Gaetano Melandri Contessi, Giovanni Battista Nazari, Francesco Orioli, Charles Richardot, Antonio Scaramelli, Charles Tholard e Alessandro Volta. Le compagnie assicurative usarono questi studi per valutare rischi e premi per i campi agricoli.